# Arques (Aude)
Arques é uma comuna francesa na região administrativa de Occitânia, no departamento de Aude. Estende-se por uma área de 18,53 km². Em 2010 a comuna tinha 264 habitantes (densidade: 14,2 hab./km²).